# Bipolaris buchloës
Bipolaris buchloës är en svampart som först beskrevs av Lefebvre & Aar.G. Johnson, och fick sitt nu gällande namn av Shoemaker 1959. Bipolaris buchloës ingår i släktet Bipolaris och familjen Pleosporaceae.   Inga underarter finns listade i Catalogue of Life.